# Еліас Бек
Еліас Бек  (нім. Elias Baeck; 1679—1747) — німецький гравер, живописець, картограф.

## Карти України
1710 р. в Аугсбургу, в географічному атласі опублікував карту Польщі «Pohlen…La Pologne…,». Правобережна та Лівобережна Україна — Ukraine ou pays des Cosaques (Україна Країна Козаків). До України належить Волинь (Volhinie) та Поділля (Podolie). Західна Україна — Чорна Русь (Russie Noire), північноукраїнські землі — Полісся (Polesie)..